# Arıt, Bartın
Arıt là một thị trấn thuộc thành phố Bartın, tỉnh Bartın, Thổ Nhĩ Kỳ. Dân số thời điểm năm 2011 là 1809 người.